# Usine métallurgique de Pamiers
L'usine métallurgique de Pamiers est un établissement de la société Aubert et Duval. Située à Pamiers (Ariège), cette usine, aujourd'hui premier employeur privé du département, est spécialisée dans la fabrication de pièces forgées matricées, estampées en aciers spéciaux, alliage de titane, superalliage pour les marchés de l'aéronautique et de l'énergie notamment.

## Étapes historiques

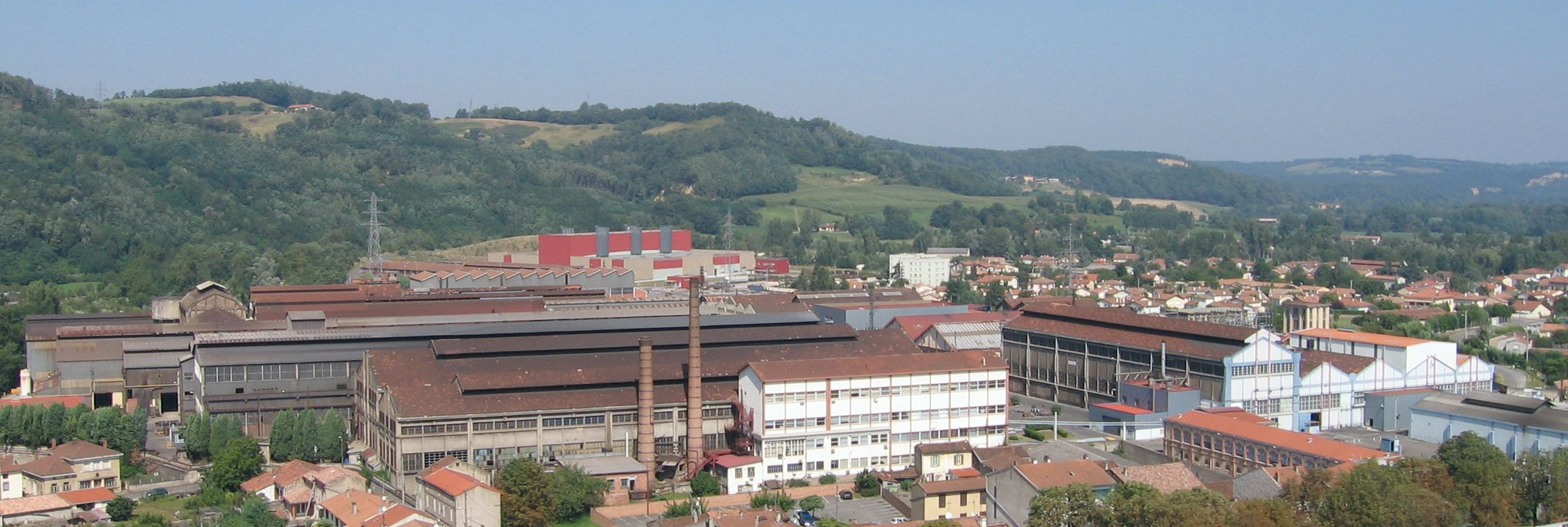
Le site de l'usine

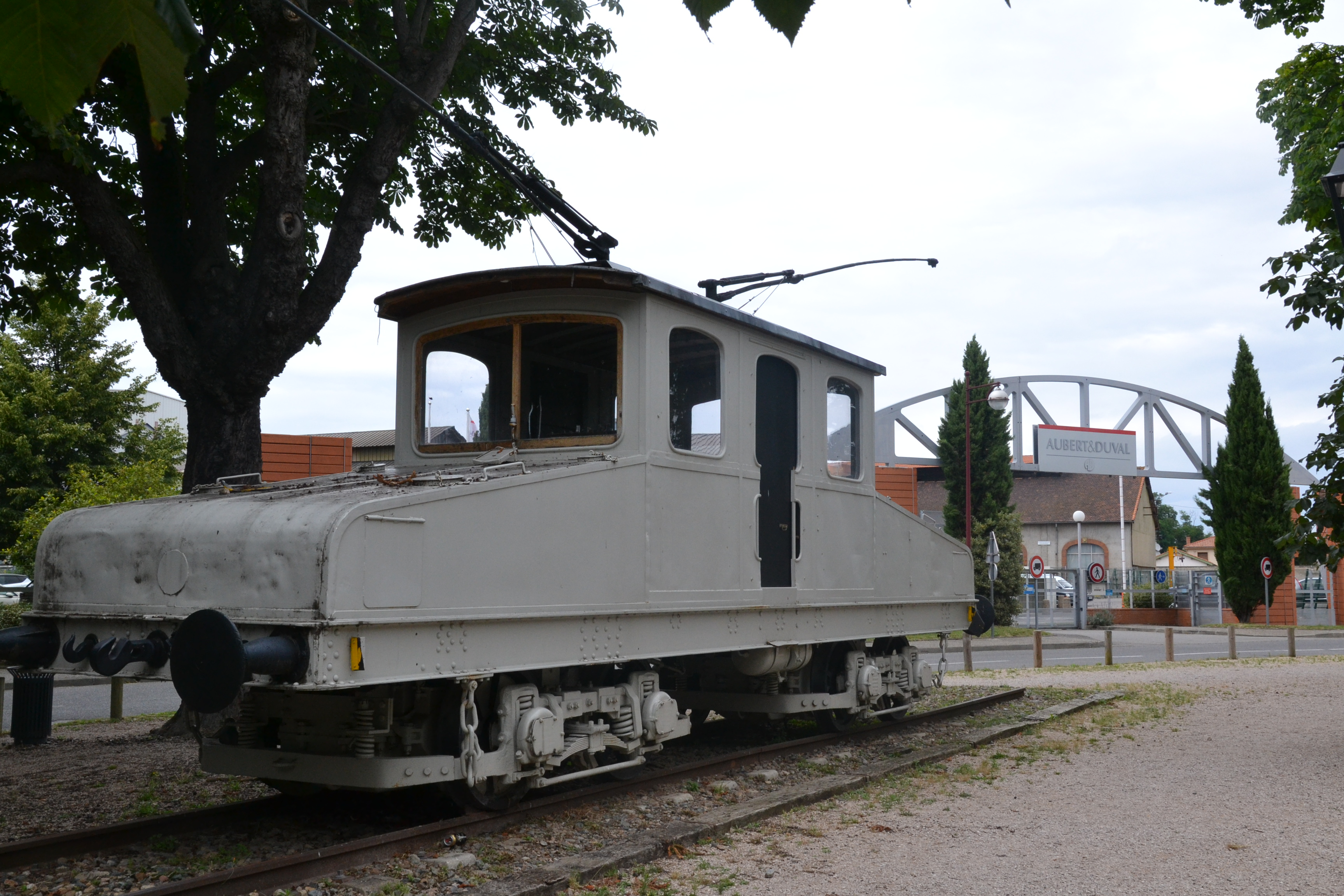
Locomotive BB No 2 devant l'entrée de l'usine.

### Création en 1817
Le département de l'Ariège était connu pour ses mines de fer. La rivière Ariège fournit la force hydraulique, tandis que le charbon de bois dont le département est également pourvu permet la chauffe du métal. Ainsi, l'usine Sainte-Marie est créée en 1817. En ce début de siècle, l'entreprise produit des limes, des faux et des instruments de taillanderie.

### 1867 - 1930
La Société se développe et prend le nom de Société Métallurgique de l'Ariège en 1867. Elle est alors dirigée par Paul Léon Aclocque. On développe la filière élaboration en installant une fonderie et des laminoirs.

### 1930 - 1954
L'usine se rattache à la Société Commentry Fourchambault Decazeville. La crise économique et la décrue démographique implique un recentrage sur les métiers de la forge et l'estampage (métiers de la transformation).
En 1948, une presse de matriçage de 20 000 tonnes, fabriquée par la Somua, est installée. C'est alors, et jusqu'en 1952, la plus puissante presse opérationnelle dans le monde, le temps que la presse allemande Schloeman de 30 000 tonnes, saisie par les soviétiques, soit remontée en URSS, en 1952.

### 1957
Les Usines de Pamiers sont renforcées par l'absorption de la Société Ariélor, spécialisée dans la réalisation de tubes et de corps creux centrifugées en acier ou en bronze.

### 1954 - 1989
La métallurgie française est alors en pleine restructuration. L'usine de Pamiers passe dans la main des groupes SMI, SFAC, puis Creusot-Loire et enfin C3F (groupe Usinor).
La restructuration du groupe Creusot-Loire entraine, en 1981, la fermeture d'un four électrique de 12 t et 35 MVA. On recentre l'effort industriel sur des fabrications plus complexes, demandant un savoir-faire unique.

### À partir de 1989
Nommée Fortech (1989) puis Aubert & Duval Fortech en 1999, l'usine intègre le groupe Eramet. Enfin, la société Aubert et Duval, filiale d'Eramet, dirige le tout à partir de 2004.

## Airforge
Airforge, située dans le prolongement d'Aubert & Duval est une unité intégrée produisant des pièces matricées en titane et en superalliage pour l'aéronautique. Après études entre 2000 et 2002, la nouvelle unité, qui se veut moderne, automatisée et performante est inaugurée en 2007, sur 45 779 m2 de terrain (dont 13 381 m2 couverts).

## Production
L'entreprise est spécialisée dans les pièces subissant de fortes contraintes mécaniques

### Aéronautique
- Structures : Pièces de voilure, de fuselage, de mats réacteurs (la partie reliant le réacteur et l'aile d'un avion)
- Moteurs : disques, arbres, etc. Par exemple sur le réacteur CFM56, 7 pièces sont fabriquées à Pamiers.

### Énergie
Disques, arbres et distanceurs de turbines à gaz, disques compresseurs, frette amagnétiques

## Moyens industriels

### Sur le site Aubert & Duval
- 2 presses à matricer de 22 000 tonnes et 40 000 tonnes
- 1 Presse 4 colonnes manuelle de 2 500 t à forger
- 1 Presse 2 colonnes semi-automatique de 2 500 t à forger
- Pilons de 3,5 tonnes à 16 tonnes
- 18 fours et 6 bacs de trempe pour le traitement thermique
- 17 tours et fraiseuses pour l'usinage
- Différents points de contrôle et laboratoires d'essais (essais mécaniques, contrôles par ultrasons, contrôles tridimensionnels, traitement des surfaces).

### Atelier intégré Airforge
- Presse de 40 000 t (deuxième plus grosse presse de matricage d'Europe) [3].
- Laminoir radial axial
- Fours d'attente, fours à temps contrôlé, four à sole annulaire...
- Robots manipulateurs
- Installations de refroidissement
- Installations de traitement thermique
- 4 tours
- 1 pôle 3d
- 1 pôle us

## Principaux clients
- EADS/Airbus
- Boeing
- General Electric
- Rolls Royce plc
- MTU Aero Engines
- Groupe Snecma
- Groupe Dassault

## Normes qualité
L'usine de Pamiers possède les normes qualité :
- ISO 9001 (version 2000) délivrée par l'Association française pour l'assurance de la qualité
- AQAP 110 (version 1995) délivrée par l'Association française pour l'assurance de la qualité
- AS9100 et EN 9100, délivrée par l'Association française pour l'assurance de la qualité et par l'Association européenne des constructeurs de matériels aéronautiques

## Syndicats présents
Trois syndicats sont actuellement présents dans l'usine :
- CGT (création de la CGT à l’usine en 1904)
- Sud Industrie
- CFE-CGC